# Élections législatives de 1956 dans la Vendée
Les élections législatives de 1956 dans la Vendée sont des élections françaises qui ont eu lieu le 2 janvier 1956 dans le département de la Vendée dans le cadre des élections législatives françaises de 1956, sous la IVe République.
Ce sont les dernières élections législatives de la Quatrième république, après les élections de novembre 1946 et de juin 1951.

## Mode de scrutin
L'Assemblée nationale est composée de 626 sièges pourvus au scrutin proportionnel plurinominal suivant la règle de la plus forte moyenne dans le cadre départemental, sans panachage.
Le vote préférentiel est admis, en inscrivant un numéro d'ordre en face du nom d'un, de plusieurs ou de tous les candidats de la liste. Mais l'ordre ne pourra être modifié que si au moins la moitié des suffrages portés sur la liste est numéroté. Dans les faits les modifications ne dépasseront jamais les 7%.
La loi électorale du 7 mai 1951, dite loi des apparentements, reste en vigueur. Elle permet à la base une répartition des sièges à la représentation proportionnelle dans le département, mais si des listes « apparentées » avant le déroulement du scrutin obtiennent ensemble une majorité absolue de suffrages exprimés, elles reçoivent directement tous les sièges à pourvoir.
Dans le département de la Vendée, cinq députés sont à élire.

## Élus
| Député sortant            | Parti | Parti | Député élu ou réélu       | Parti | Parti |
| ------------------------- | ----- | ----- | ------------------------- | ----- | ----- |
| Lionel de Tinguy du Pouët |       | MRP   | Lionel de Tinguy du Pouët |       | MRP   |
| Louis Michaud             |       | MRP   | Louis Michaud             |       | MRP   |
| Armand de Baudry d'Asson  |       | CNIP  | Armand de Baudry d'Asson  |       | CNIP  |
| Charles Rousseau          |       | ARS   | Charles Rousseau          |       | ARS   |
| Antoine Guitton           |       | CNIP  | Antoine Guitton           |       | CNIP  |

## Résultats

### Résultats à l'échelle du département
- Une liste de type Front Républicain réunit les partis SFIO et Rad-soc.
- Un apparentement est conclu en soutien à la majorité sortante, entre les listes CNIP-ARS et MRP.
- Un autre regroupe les trois listes poujadistes.

| Parti    | Parti        | Tête de liste             | Résultats | Résultats | Appar. | Appar. | Sièges |
| Parti    | Parti        | Tête de liste             | Voix      | %         | Voix   | %      | Nb.    |
| -------- | ------------ | ------------------------- | --------- | --------- | ------ | ------ | ------ |
|          | CNIP-ARS     | Armand de Baudry d'Asson  | 106 870   | 50,69     | 67 770 | 32,14  | 3      |
|          | MRP          | Lionel de Tinguy du Pouët | 106 870   | 50,69     | 39 100 | 18,55  | 2      |
|          | SFIO-Rad-soc | Georges Gorse             | 36 047    | 17,10     | -      | -      | -      |
|          | UFF          | Maurice Lardy             | 35 078    | 16,64     | 24 068 | 11,42  | -      |
|          | Déf. agri    | Joseph Maupillier         | 35 078    | 16,64     | 8 321  | 3,95   | -      |
|          | Act° civ.    | Michel Gaume              | 35 078    | 16,64     | 2 694  | 1,28   | -      |
|          | PCF          | Auguste Brunet            | 14 491    | 6,87      | -      | -      | -      |
|          | PRP          | René Roget                | 8 481     | 4,02      | -      | -      | -      |
|          | Réf. État    | François Boux de Casson   | 3 720     | 1,76      | -      | -      | -      |
|          | Rép. soc     | André Forens              | 3 602     | 1,71      | -      | -      | -      |
|          |              |                           |           |           |        |        |        |
| Inscrits | Inscrits     | Inscrits                  | 254 102   | 100,00    |        |        | 5      |
| Votants  | Votants      | Votants                   | 217 597   | 85,63     |        |        |        |
| Exprimés | Exprimés     | Exprimés                  | 210 841   | 96,90     |        |        |        |

- L'apparentement de droite dépassant la majorité absolue des suffrages, il remporte tous les sièges en jeux. Ces derniers sont répartis à la proportionnelle entre les listes apparentées.